# Dezember 1917
Portal Geschichte | Portal Biografien | Aktuelle Ereignisse | Jahreskalender | Tagesartikel

◄ |
19. Jahrhundert |
20. Jahrhundert
| 21. Jahrhundert

◄ |
1880er |
1890er |
1900er |
1910er
| 1920er | 1930er | 1940er | ►

◄ |
1913 |
1914 |
1915 |
1916 |
1917
| 1918 | 1919 | 1920 | 1921 | ►

◄ |
September 1917 |
Oktober 1917 |
November 1917 |
Dezember 1917 |
Januar 1918 |
Februar 1918 |
März 1918 |
►
Dieser Artikel behandelt tagesbezogene Nachrichten und Ereignisse im Dezember 1917.
Fortlaufend: der Erste Weltkrieg; auch im Dezember 1917 setzt sich die Wirtschaftskrise der letzten Kriegsmonate fort.

## Tagesgeschehen

### Samstag, 1. Dezember 1917
- Berlin: Der Deutsche Reichstag verabschiedet eine neue Kriegskreditvorlage als haushaltswirksames Gesetz gegen die Stimmen der Unabhängigen Sozialdemokraten (USPD).
- Christiania (Norwegen, heute Oslo): Zum Abschluss einer Konferenz bekräftigen die nordischen Monarchien Dänemark, Schweden und Norwegen ihre Neutralität im laufenden Krieg.
- Wien: In einem Gespräch mit der Neuen Freien Presse erklärt Generalfeldmarschall Erich Ludendorff, die russische Revolution sei eine Folge der deutschen Kriegsführung.

### Montag, 3. Dezember 1917
- Beginn der Verhandlungen der Mittelmächte und Sowjetrusslands über einen Separatfrieden
- Paris: In Berthe Weills Galerie wird die einzige Einzelausstellung mit Werken von Amedeo Modigliani eröffnet.

### Dienstag, 4. Dezember 1917
- Petrograd: Die schwedische Gesandtschaft erklärt sich bereit, sich um die Friedensvermittlung zwischen Russland und dem Deutschen Reich zu bemühen.
  - Die Botschafter der Entente-Staaten teilen der russischen Regierung mit, man werde bei einem Separatfrieden die politische, finanzielle und militärische Hilfe für das Land  einstellen.

### Mittwoch, 5. Dezember 1917
- Moskau/Berlin: Befristeter Waffenstillstand an der Ostfront für zunächst zehn Tage
- Lissabon: Militärputsch von Sidónio Pais in Portugal (bisheriger Präsident Bernardino Machado im Exil)

### Donnerstag, 6. Dezember 1918

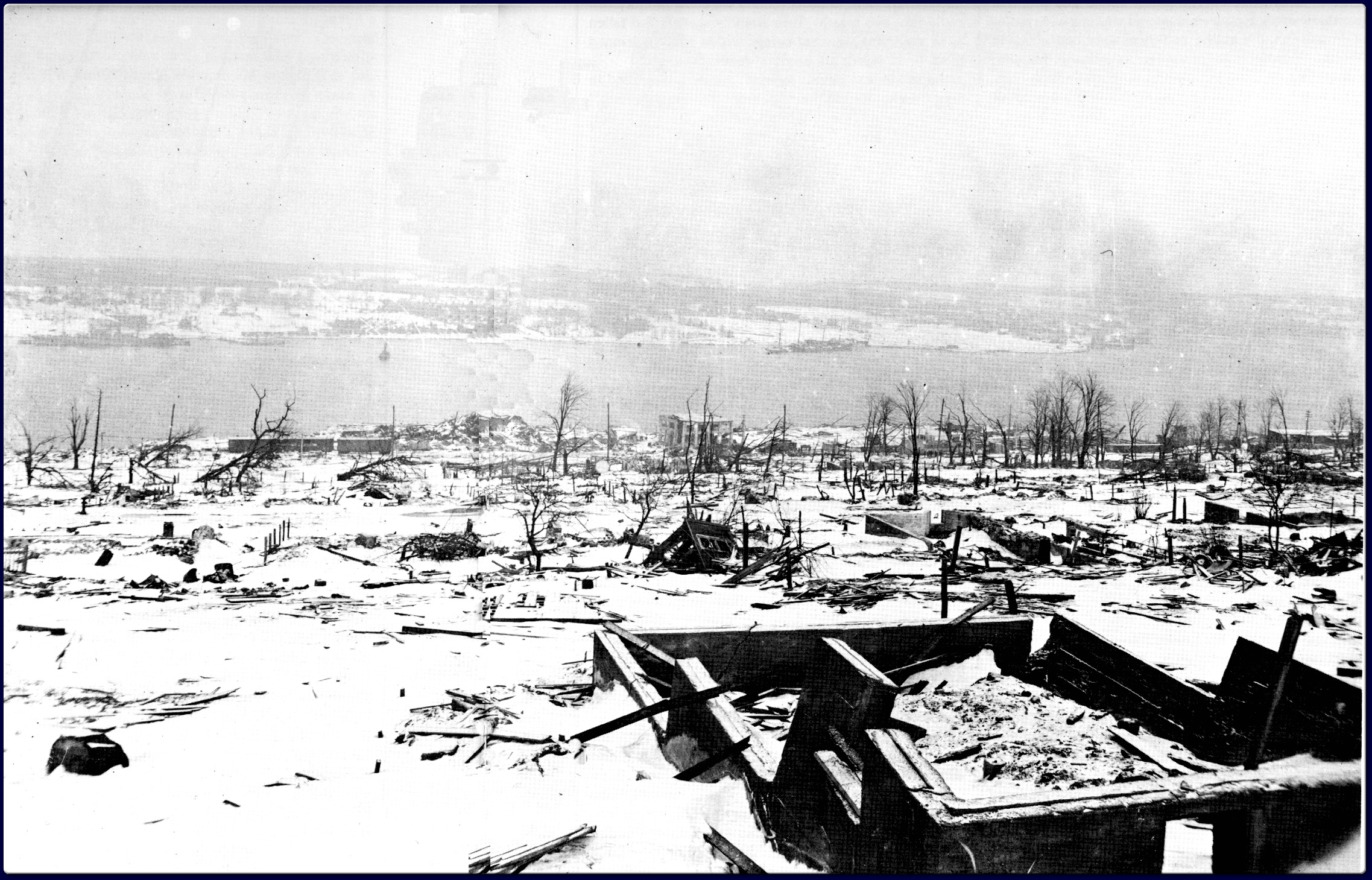
Zerstörungen in Halifax

- Finnland:

Nach der Oktober-Wahl ist Pehr Evind Svinhufvud von der Jungfinnischen Partei der erste Ministerpräsident des unabhängigen Finnlands. Er leitete eine Mitte-rechts-Koalition aus Jungfinnischer Partei, Schwedischer Volkspartei, Finnischer Partei und Landbund gegen die Sozialdemokraten.
Die Finnische Unabhängigkeitserklärung (finnisch: Suomen itsenäisyysjulistus) wurde vom finnischen Parlament am 6. Dezember 1917 beschlossen. Dem war ein sechstägiger Generalstreik im November vorausgegangen. Damit endete Finnlands Status als autonomes Großfürstentum innerhalb des ehemaligen Russischen Zarenreichs. Finnland wurde eine Republik.
- Halifax an der kanadischen Ostküste: vor dem Hafen kollidierten die Mont Blanc, ein französisches Munitionsschiff, und die Imo, ein belgisches Schiff unter norwegischer Flagge. Die Mont Blanc geriet in Brand und durch die Sprengstoffe kam es zu einer gewaltigen Explosion. Mindestens 1946 Personen wurden getötet und weitere 9000 verletzt. Die Explosion löste eine Flutwelle und heftige Erderschütterungen aus.

### Freitag, 7. Dezember 1917
- London: Das britische Unterhaus verabschiedet die Wahlrechtsreform, nach der Männer mit 20, Soldaten mit 18 und Frauen mit 30 Jahren das aktive Wahlrecht erhalten (Representation of the People Act)

### Montag, 10. Dezember 1917
- Schweden/Norwegen Nobelpreise
  - Physik (verliehen 1918) – Charles Glover Barkla (1877–1944)
  - Medizin – nicht verliehen
  - Literatur an die Dänen Karl Gjellerup (1857–1919) u. Henrik Pontoppidan (1857–1943)
  - Frieden – I. K. Rotes Kreuz (gegründet 1863)

### Dienstag, 11. Dezember 1917
- Vilnius: Ausrufung des selbständigen Staates Litauen; Abtrennung von Russland. Der Staat steht unter „deutschem Schutz“.

### Mittwoch, 12. Dezember 1917
- Washington: Kriegserklärung der Vereinigten Staaten von Amerika an Österreich-Ungarn
- Die Mittelmächte und Rumänien vereinbaren einen Waffenstillstand

- Bei einem Zugunglück bei Modane in Frankreich sterben mindestens 543 Personen

- Berlin: Gründung des Normenausschusses der Deutschen Industrie. Er setzt die Deutsche Industrie Norm (DIN) fest.

### Donnerstag, 13. Dezember 1917
- Berlin: Die Zeitschrift der SPD, “Vorwärts”, veröffentlicht einen Aufruf zur Wahlrechtsreform, der das Fehlen des Frauenwahlrechts kritisiert.
- München: Die bayerischen Polizeibehörden verschärfen die Grenzkontrollen, um zu verhindern, dass Lebensmittel aus Bayern in andere Teile Deutschlands gebracht werden.
- Berlin: die erste deutsche Fluggesellschaft, die “Deutsche Luft-Reederei GmbH (DLR)”, wird gegründet.

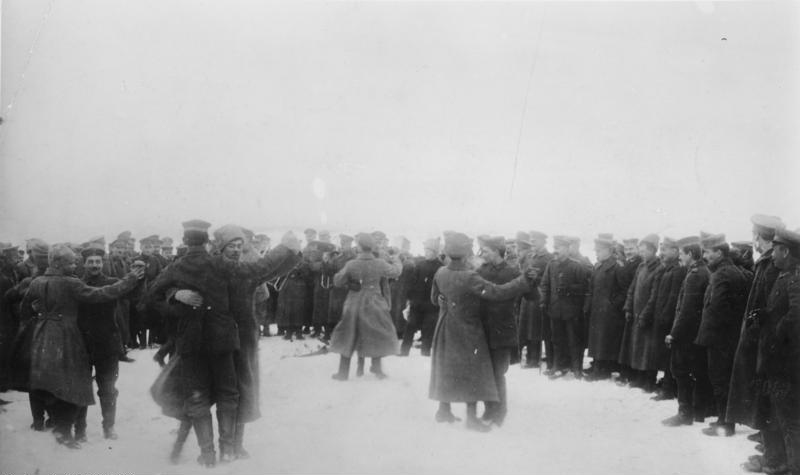
Russ. und deutsche Soldaten feiern Waffenstillstand

### Samstag, 15. Dezember 1917
- Der Waffenstillstand an der Ostfront vom 5.12. wird verlängert

### Dienstag, 18. Dezember 1917
- Berlin: Gründung der Universum Film AG (Ufa) in Berlin als Propaganda-Instrument der OHL (Reichswehr; vgl. das im Januar 1917 gegründete Bild- und Filmamt, „BUFA“)

### Donnerstag, 20. Dezember 1917
- Moskau: Die sowjetische Räteregierung (Rat der Volkskommissare) beschließt die Gründung einer Geheimpolizei (Tscheka)

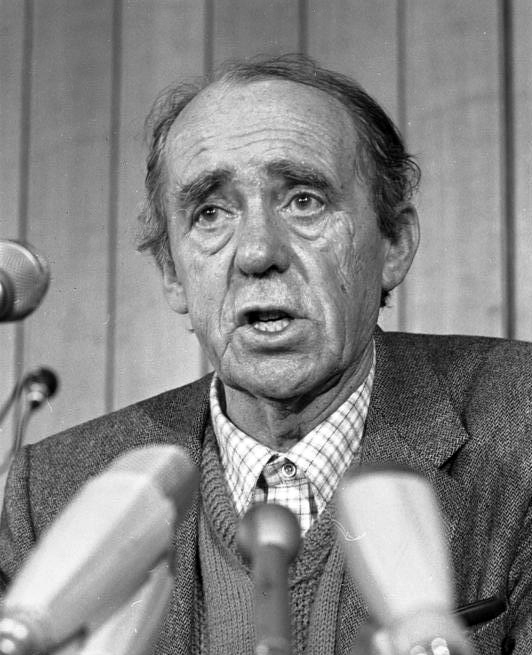
Heinrich Böll (Fotogr. 1981)

### Freitag, 21. Dezember 1917
Geboren:
- Heinrich Böll (gest. 1985), Schriftsteller (Nobelpreis 1972)

### Samstag, 22. Dezember 1917
- Brest-Litowsk: Beginn der Friedensverhandlungen zwischen Sowjetrussland und den Mittelmächten (Deutsches Reich, Österreich-Ungarn, Bulgarien und Osmanisches Reich)

### Montag, 31. Dezember 1917
- Moskau: Der sowjetische Rat der Volkskommissare erkennt die Unabhängigkeit Finnlands an.